# Knäreds kyrka
Knäreds kyrka är en kyrkobyggnad som sedan 2020 tillhör Knäred-Hishults församling (tidigare Knäreds församling) i Göteborgs stift. Den ligger i samhället Knäred i Laholms kommun.

## Historia

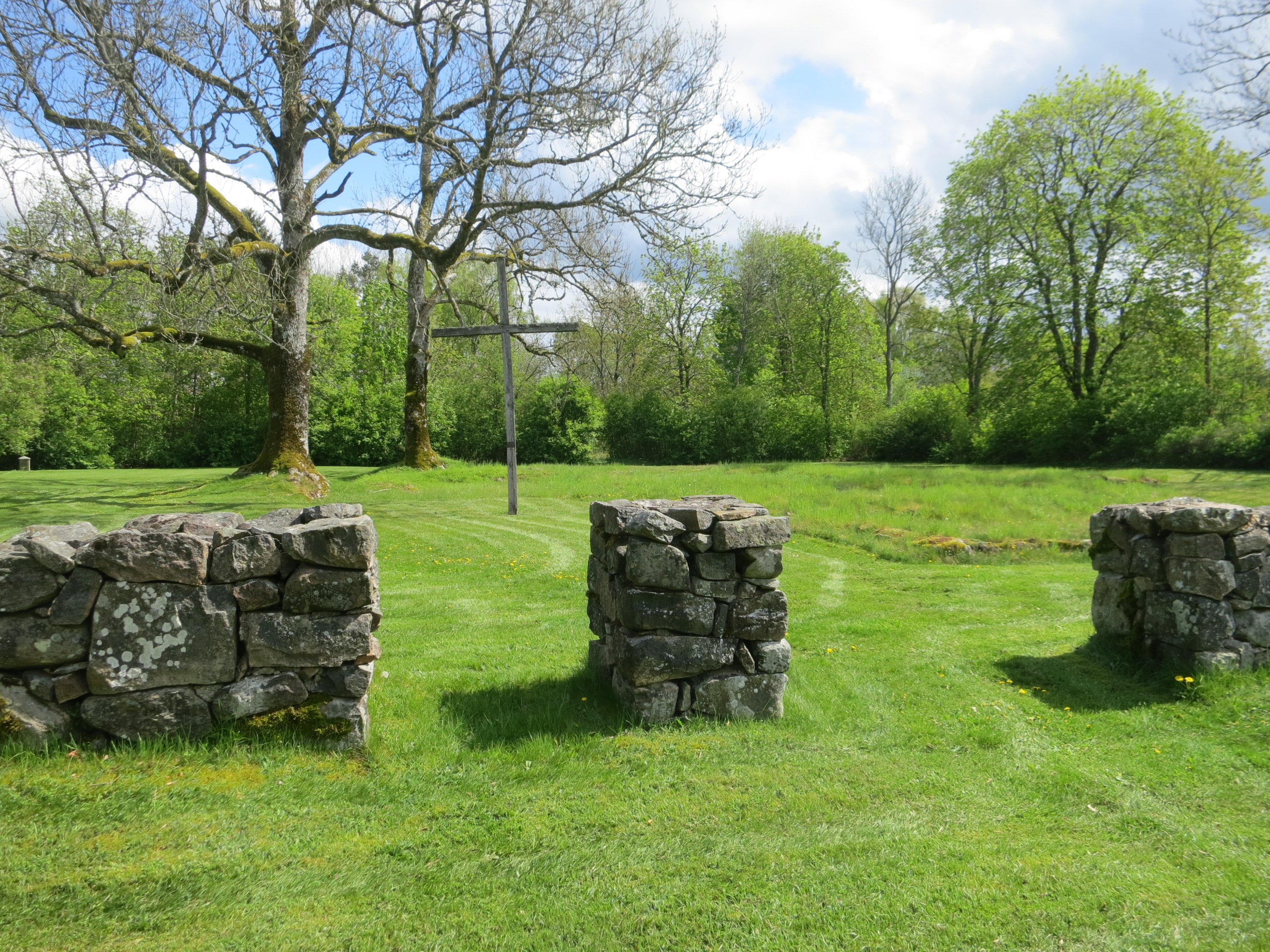
Ruinen efter medeltidskyrkan.

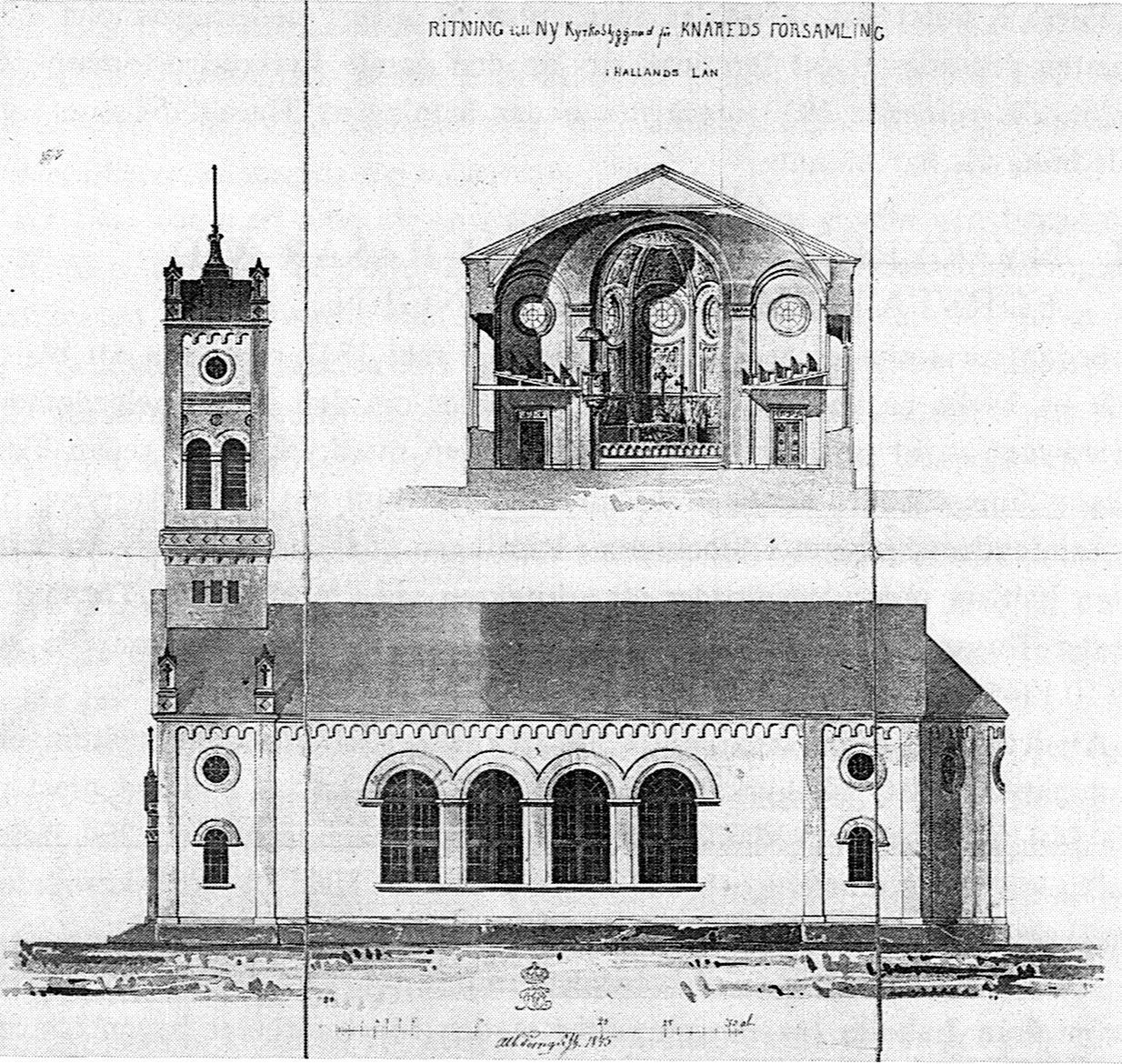
Ritning av Knäreds kyrka 1845.

### Medeltidskyrkan
Knäreds gamla kyrka från 1200-talet var belägen intill prästgården, cirka 300 meter från dagens kyrka. Byggnaden bestod av långskepp, kor, sakristia, vapenhus och ett torn i trä. Den började rivas 1849, men användes åter provisoriskt under fyra år efter att nybygget hade rasat. Först 1870 revs ruinerna. Kvar finns endast grundmuren, som frilades vid utgrävningar sommaren 1930. Då hittades 110 gamla mynt, det äldsta från omkring 1300. På platsen finns även ett minnesmärken över prosten Benedictus Montan, död 1784, som hade inrättat en gravkällare åt sig och sin familj.

### Den 1849 raserade kyrkan
En ny kyrka uppfördes 1848-1849 efter ritningar av Albert Törnqvist vid Överintendentsämbetet, vilka godkändes 1845. Byggnaden bestod av ett rektangulärt långhus med en halvrunt avslutad absid i öster, vilken gick in i långhuset och hade sakristior på båda sidor, med var sin ingång. Stora ingången var anordnad i väster. Tornet var 34 meter högt. I kyrkorummet fanns läktare längs båda sidorna och antalet sittplatser uppgick till drygt 1200 och om koret och gångarna utnyttjades kunde kyrkan rymma totalt 1415 personer.
Den första gudstjänsten skulle hållas söndagen den 30 september 1849. Men kort efter första ringningen, klockan 7 om morgonen, störtade tornet mot långhuset. Därvid klövs långhuset då sidoväggarna rämnade utåt. Händelsen blev känd i hela Sverige och omskriven i pressen. Om orsaken till raset var dåligt hantverk eller undermåliga ritningar har aldrig klarlagts.   

## Dagens kyrkobyggnad
Den nuvarande kyrkan uppfördes 1853 i vitputsad gråsten av den välmeriterade byggmästaren Anders Johansson från Bredareds socken. Ritningarna utfördes av Hans Jakob Strömberg i nyklassicistisk stil, fast med romanska och gotiserande drag i exteriören. Invigningen ägde rum på bönsöndagen den 8 oktober 1854. Byggnaden består av ett rektangulärt långhus med en halvrund sakristia i öster och med torn i väster. 
Åren 1953-1954 utfördes en restaurering under ledning av Sigfrid Ericson, då hela interiören målades om. Läktaren utökades och därunder inrättades två samlingsrum. Flera nya inventarier överlämnades som gåva. Korväggens centralparti dekorerades med en fresk av konstnären Pär Siegård och en dopfunt i sten utförd av skulptören Erik Nilsson, Harplinge tillkom. Under 1975 renoverades byggnaden exteriört, då bland annat det gamla plåttaket ersattes av ett nytt i koppar och interiören målades om, varvid 1954 års färgsättning bibehölls. 

## Inventarier
- Altarmålning utförd 1953 av Pär Siegård med motivet Kristi himmelsfärd.
- Krucifix från 1752. Restaurerat 1931.
- Predikstol från 1853 och tillverkad av bildhuggaren Johannes Andersson i Mjöbäck. Baldakinen är dekorerad med tetragrammet JHWH i en triangel.
- Dopfunt i Bohusgranit tillverkad 1953-1954 av skulptören Erik Nilsson, Harplinge.
- Golvur skänkt och tillverkat av Ifer Hansson i Lagered 1808-1812.
- Nummertavla tillverkad av Erik Svensson i Kåphult 1974.
- Kyrkkista från 1750 försedd med tre lås i enlighet med bestämmelserna i 1686 års kyrkolag.
- I tornkammaren finns en brudkista från 1822.
- Öster om entrédörren sitter en oval vikbar, nummertavla från 1944 utförd av Erik Nilsson, Harplinge.
- Altartavlan från medeltidskyrkan inköptes åter 1821. Oljemålningen föreställer Kristi korsfästelse. Vid korset fot står med böjt huvud lärjungen Johannes och sittande de tre sörjande kvinnorna.
- En dopfunt av trä med åttkantig cuppa tillverkad 1853.
- Kormatta, mässhake och antependium är utförda i Judith Johanssons vävateljé i Knäred.

### Klockor
I tornet hänger två kyrkklockor som härstammar från medeltidskyrkan. 
- Storklockan var gjuten 1643 i Knäred, men spräcktes vid "stark ringning" 1724 och göts därefter om 1744 av Andreas Wetterholtz i Malmö. I Folkmun sades: När det ringde för Husalte fru, då sprack jag mitt itu. Klockan har en mängd inskriptioner och vid den övre kanten står: Soli deo gloria in exelsis (Gud ensam är äran i höjden).
- Lillklockan är gjuten 1595 i Lübeck av Mattias Benninck och endast 64 cm hög. Runt den övre kanten löper en bård med växtornament. Därunder står på plattyska och latin: De ehrenteusten Iunckeren Godich Fincke und Axel Korck hebben disse Klocke foreret tho Ulesby kerke Anno 1595. Mttias Benninck me fecit. (De högädla herrarna Godich Fincke och Axel Korck hava skänkt denna klocka till Ulfsby kyrka år 1595. M[a]ttias Benninck har gjort mig). Ulvsby församling i Finland gjorde omkring 1930 anspråk på klockan, men den fick stanna i Knäred. Hur den kommit dit är obekant.

### Orgel

#### Medeltidskyrkan
År 1759 tillkom en orgel med sex stämmor, vilken troligen var byggd 1751 av Christian Agrelius för Femsjö kyrka. Den var därmed en av de första orglarna i Hallands landsförsamlingar. Instrumentet var emellertid klent och 1815-1816 byggdes ett nytt med sexton stämmor som användes i medeltidskyrkan fram till dess rivning.

#### Dagens kyrka
- Den nya kyrkan fick 1876 en orgel med elva stämmor med 1 manual byggd av E. A. Setterquist & Son, Örebro, som fraktades med ångaren "Saga" till destinationsorten. Orgeln blev avsynad och godkänd 15 oktober 1876 av musikdirektör K. J. Carlsson i Halmstad.[2] Orgeln renoverades 1902.
- Dagens mekaniska orgel med fjorton stämmor och två manualer, tillverkades 1965 av A Mårtenssons orgelfabrik AB, Lund. Den stumma fasaden härstammar emellertid från 1876 års orgel.[3]

| Huvudverk I    | Svällverk II      | Pedal          | Koppel |
| Gedackt 8´     | Spetsgamba 8´     | Subbas 16´     | I/P    |
| Principal 4´   | Rörflöjt 4´       | Oktava 8´      | II/P   |
| Koppelflöjt 4´ | Kvintadena 4´     | Nachthorn 4´   | II/I   |
| Blockflöjt 2´  | Principal 2´      | Kornett 3 chor |        |
| Mixtur 3 chor  |                   |                |        |
|                | Crescendosvällare |                |        |

## Bilder

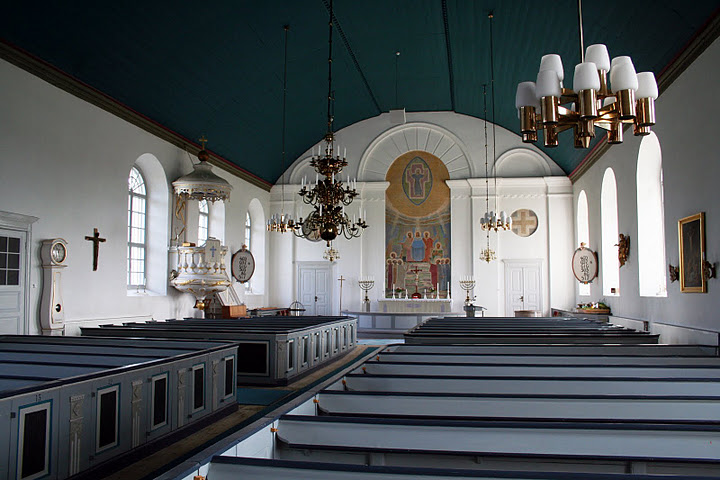
Interiör mot koret
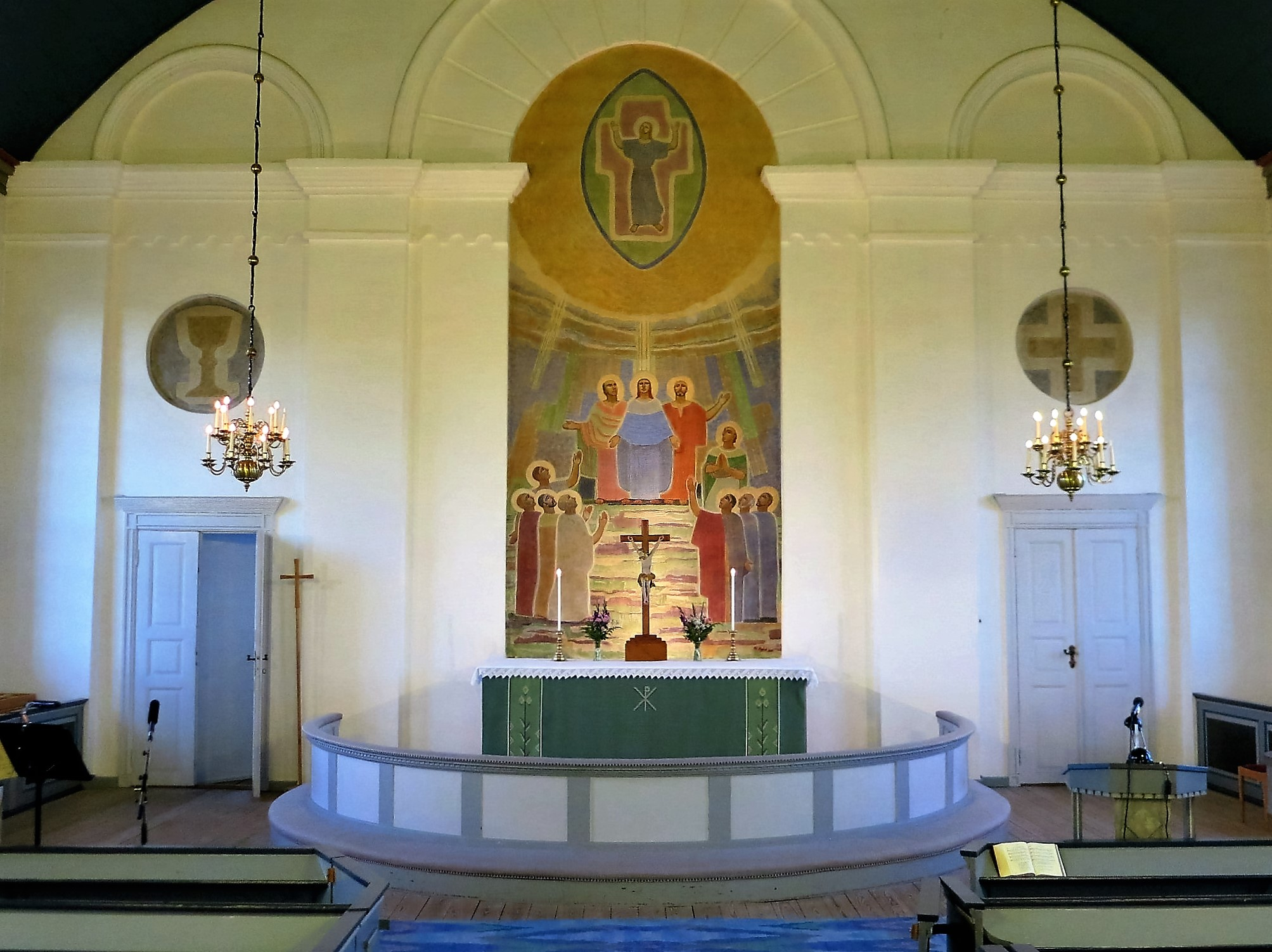
Altaret
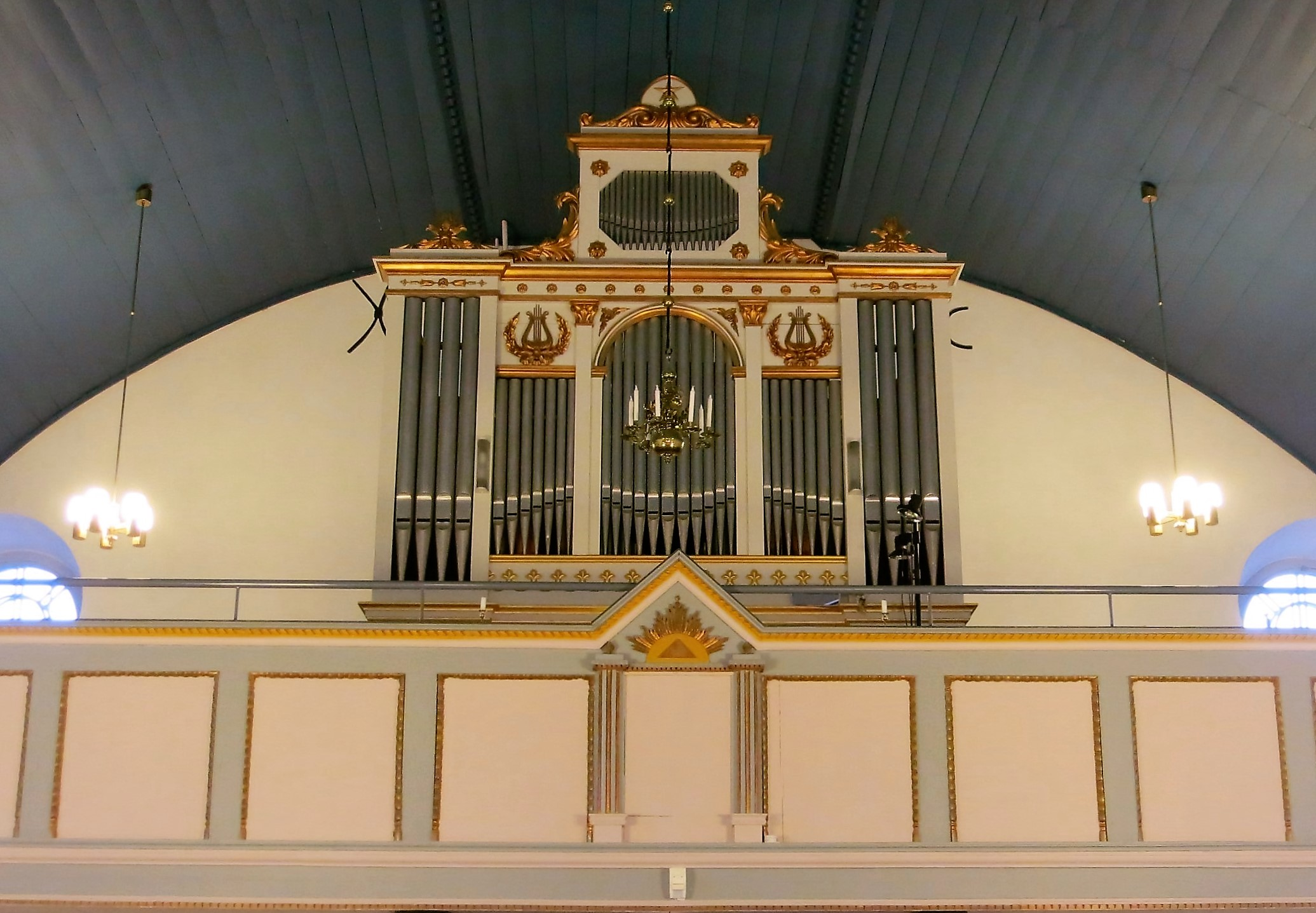
Orgelläktaren
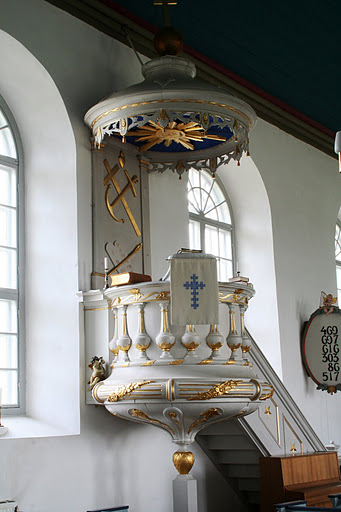
Predikstolen från 1853
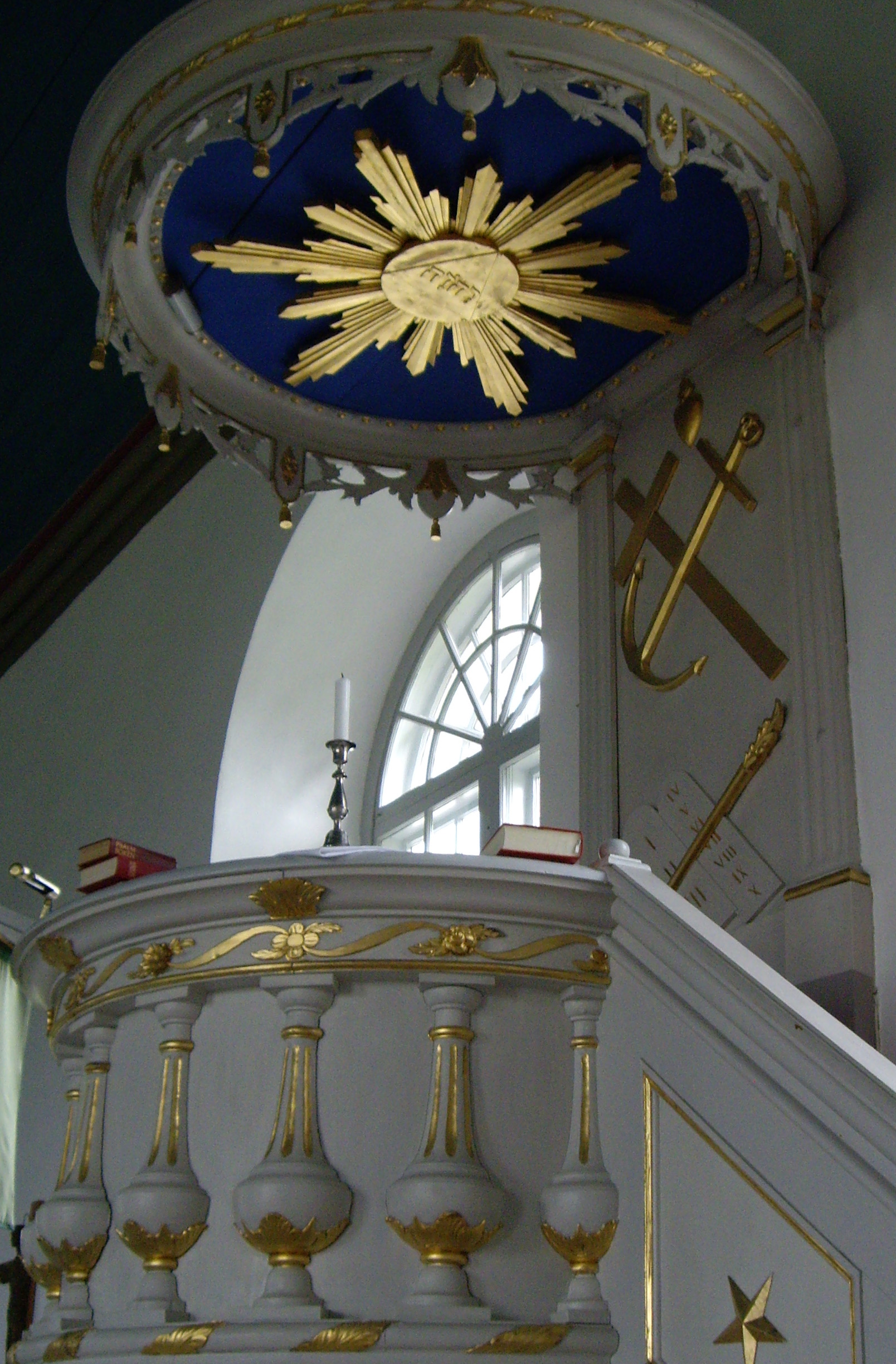
Baldakin med tetragram